# Targa Florio 1931

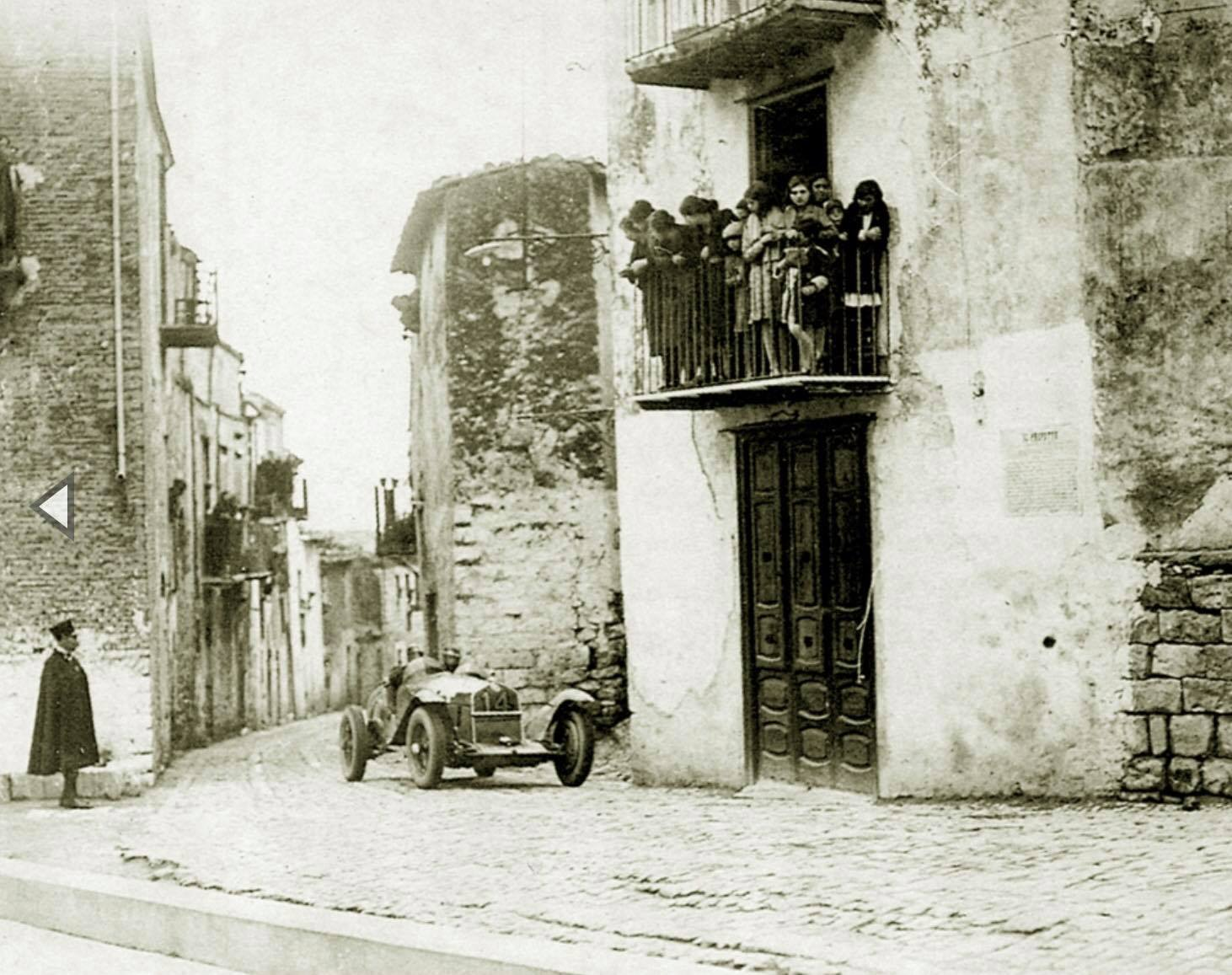
Tazio Nuvolari im Alfa Romeo 8C 2300 bei der Durchfahrt von Castelbuono

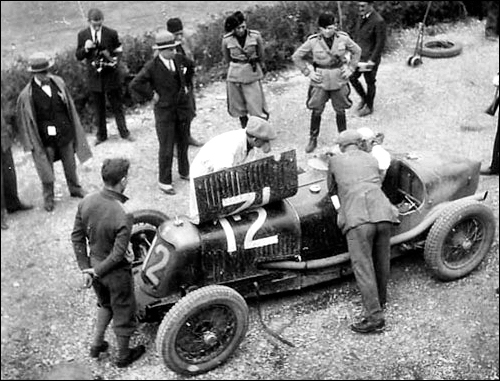
Der Franzose René Dreyfus war der einzige Nichtitaliener am Start. Die Zündung seines Maserati 26M war im Regen so nass geworden, dass sich der Motor nach einem Boxenstopp nicht mehr starten ließ

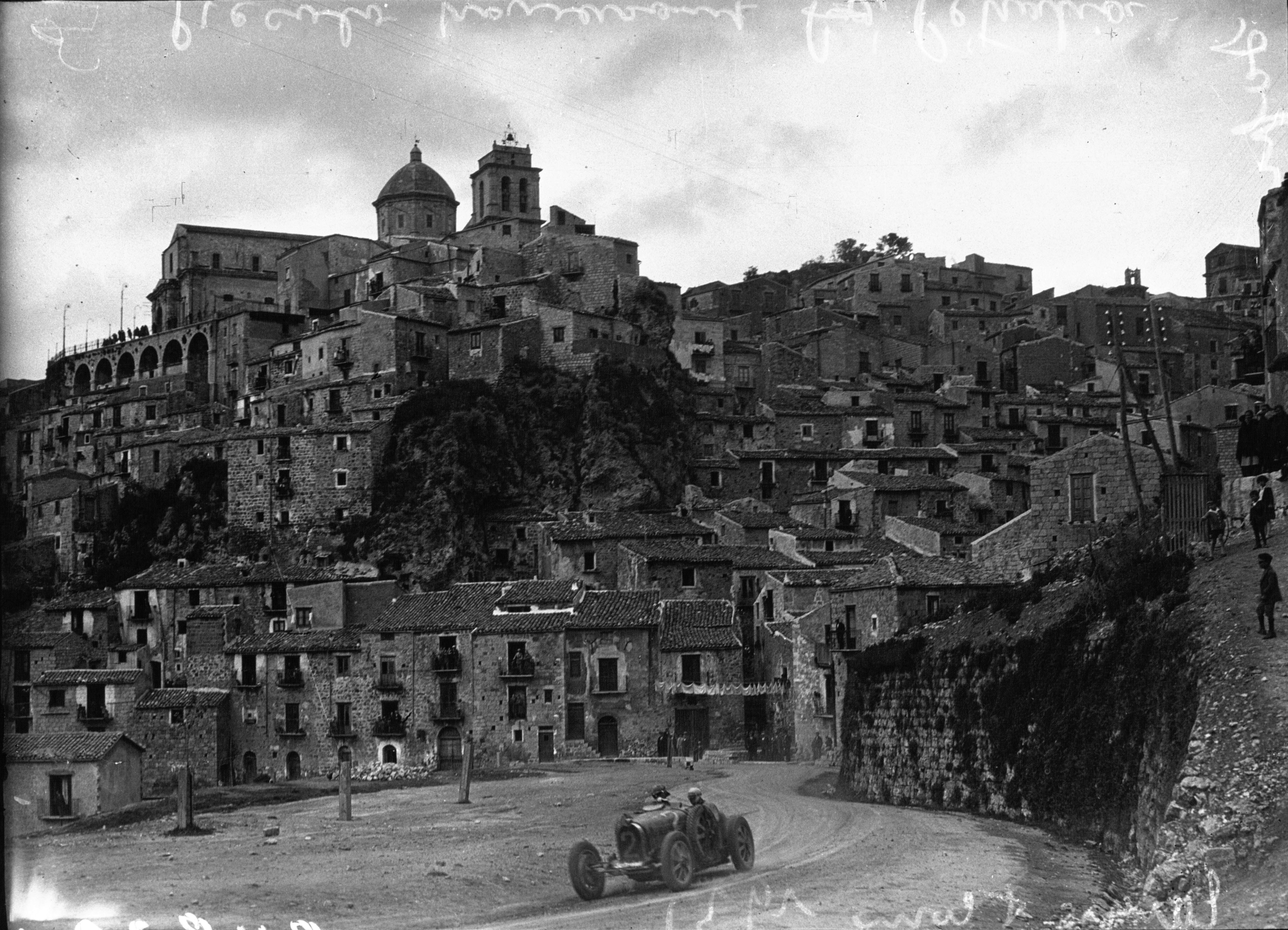
Achille Varzi in seinem privaten Bugatti T51

Die 22. Targa Florio, auch XXII Targa Florio, war ein Straßenrennen auf Sizilien und fand am 10. Mai 1931 statt.

## Vorgeschichte
Das heftige Unwetter, das in der Nacht vom 22. auf den 23. Februar im Norden der größten Mittelmeer-Insel wütete, führte zu einer Änderung der Targa-Florio-Streckenführung 1931. Die starken Regenfälle lösten Erdrutsche aus, die wie die Springfluten an den Küsten große Teile des Medio circuito delle Madonie schwer beschädigten. Die Straße zwischen Polizzi Generosa und Collesano wurde an vielen Stellen unterspült und von Geröllmassen überdeckt. Eine Brücke war komplett eingestürzt. Der Versuch, die Fahrbahn bis zum Renntag am 10. Mai wieder vollständig instand zu setzen, scheitere bald am Kompetenzwirrwarr der sizilianischen Körperschaften.
Das Organisationskomitee unter der Leitung von Vincenzo Florio hatte wenig Spielraum, in der verbliebenen Zeit einen neuen Rundkurs zu entwerfen. So blieb Florio nichts anderes übrig, als den alten Grande circuito delle Madonie zu reaktivieren. Auf dem 148 Kilometer langen Rundkurs fand die Targa Florio zwischen 1906 und 1911 statt. Damals gehörten die vielen Land- und Bergstraßen des circuito noch zu den ausgedehnten Ländereien der Familie Florio. Der Kurs galt ob der vielen engen Ortsdurchfahrten und unbefestigten Bergserpentinen als veraltet und schwierig zu fahren. Korrekturen an der Streckenführung ließen sich nicht vermeiden, da für einige zerstörte Straßenabschnitte Umleitungen eingerichtet werden mussten, die an der Streckenlänge jedoch nichts änderten.
Beibehalten wurde das sportliche und technische Reglement aus dem Vorjahr, wodurch wieder Monopostos und Sportwagen ohne Hubraumbeschränkung gegeneinander antreten konnten. Neu war die Vergabe verschiedener Ehrungen im Zusammenhang mit dem Rennverlauf. Die Coppa Citta di Termini erhielt der Fahrer, der die schnellste Rennrunde fuhr. Die Coppa d’Amico war dem Piloten vorbehalten, dessen beide schnellsten Runden die geringste Zeitdifferenz aufwiesen.

## Das Rennen

### Teams, Hersteller und Fahrer
Zur Enttäuschung der Veranstalter blieb das Bugatti-Werksteam in diesem Jahr der Veranstaltung fern. Eine offizielle Erklärung für die Nichtteilnahme blieb Rennleiter Meo Costantini schuldig. Durch das Fernbleiben von Bugatti stand auch das Antreten des Vorjahressiegers Achille Varzi in Frage. Varzi, den dauerhaften Auseinandersetzungen mit seinem Teamkollegen Tazio Nuvolari leid geworden, hatte Alfa Romeo Ende 1930 in Richtung Bugatti verlassen. Dort bildete er gemeinsam mit Louis Chiron ein konkurrenzfähiges Fahrerduo. Für die Targa Florio meldete er dann seinen privaten, rot lackierten Bugatti T51.
Einen großen Aufwand betrieb die Rennleitung der Werksmannschaft von Alfa Romeo. Zehn Lastkraftwagen brachten fünf Einsatz- und sechs Trainingswagen plus Ersatzteilen für fünf Fahrer nach Palermo. 25 Mechaniker betreuten die Fahrzeuge. Zwei neue Alfa Romeo 8C 2300 fuhren Nuvolari und Luigi Arcangeli. Beide Wagen erhielten spezielle Schalensitze und zwei Ersatzreifen auf dem im Heck befindlichen Treibstofftank, dessen Verkleidungen entfernt wurden. Giuseppe Campari – der einzige Fahrer, der auf dem alten Kurs gefahren war (1914 schied er auf einem Alfa 15/20 HP/2.4 aus) –, Baconin Borzacchini und Guido d’Ippolito erhielten je einen Alfa Romeo 6C 1750 GS. Die Organisation des Einsatzes übernahm Enzo Ferrari, der zur Überraschung der Fahrer von Vittorio Jano für das eine Rennen zu Alfa Romeo „zurückgeholt“ wurde. Ferrari ließ an den Boxen und den Servicedepots, die es in großer Anzahl entlang der Strecke gab, Funkanlagen errichten. Um eine reibungslose Übertragung der Radiowellen zu ermöglichen, bauten die Alfa-Romeo-Mechaniker in den Bergen meterhohe Antennen auf. Die Anlage funktionierte so gut, dass Vinzenzo Florio darum bat, seine offiziellen Zeitnehmer in den Alfa-Romeo-Depots platzieren zu dürfen. Mit diesem umfassenden Auftritt konnte das Werksteam von Maserati nicht mithalten. Dennoch erhoffte sich dessen Teamleitung mit den Maserati 26M von Clemente Biondetti, Luigi Fagioli und René Dreyfus Alfa Romeo herausfordern zu können.

### Der Rennverlauf
Der schwierige Kurs erforderte ein umfangreiches Streckenstudium. Eine Woche vor dem Renntag sperrte die Regionalverwaltung große Teile des Rundkurses, um den Fahrern viel Trainingszeit zu ermöglichen. Nach einer Hüftoperation war Luigi Fagioli noch nicht voll einsatzfähig, sodass Ernesto Maserati einen Großteil der Trainingsarbeit übernahm. Fagioli saß die meiste Zeit auf dem Beifahrersitz, um sich die wichtigsten Passagen einprägen zu können. Der Beifahrer von René Dreyfus litt unter denselben Unpässlichkeiten wie der Co-Pilot von Louis Chiron im Jahr davor. Die kurvenreiche Strecke löste permanenten Schwindel aus, der den jungen Mann an einer Rennteilnahme hinderte. Da kurzfristig kein Ersatzmann zur Verfügung stand, ging Dreyfus als Alleinfahrer an den Start.
Nachdem die Alfa-Romeo-Mannschaft bereits 15 Tage vor dem Rennen angereist war, ließ Enzo Ferrari die Fahrer jeden Tag, auch auf den noch nicht gesperrten Straßen, trainieren. Achille Varzi begnügte sich mit einer Trainingsrunde, die er am Tag vor dem Rennen absolvierte. Als Privatfahrer musste er Ressourcen schonen; vor allem die Anzahl seiner Ersatzreifen war beschränkt. Die Trainingstage fanden bei ununterbrochen sonnigem Wetter statt. Auch am Morgen des Renntages schien noch die Sonne, über den Berger türmten sich aber bereits dunkle Gewitterwolken auf. Als Vittorio Jano über die Alfa-Romeo-Funkanlage vom starken Regen in den Bergregionen erfuhr, ließ er an den Wagen von Nuvolari, Borzacchini und Campari Kotflügel an den beiden Vorderrädern montieren. Guido d’Ippolito und Luigi Arcangeli verzichteten aus Gewichtsgründen auf diesen Schutz. Auch Varzi ging ohne Kotflügel ins Rennen.
Wie üblich starteten die Fahrer in der Reihenfolge ihrer Startnummern mit einem Intervall von fünf Minuten. Erster auf der Bahn war um 08:30 Uhr Achille Varzi im Bugatti, der die Devise der Alfa-Romeo- und Maserati-Werkspiloten ahnte: alle gegen ihn. Der erste Werksfahrer scheiterte früh. Bei Kilometer 50 prallte Luigi Fagioli in der Nähe von Castellana Sicula gegen einen Brückenpfeiler und beschädigte dabei die Vorderradaufhängung irreparabel. Die erste Runde – die einzige, die unter trockenen Bedingungen stattfand – beendete Varzi mit einer Zeit von 2:03:54,0 Stunden als Erster, drei Minuten vor Borzacchini und Nuvolari, der entgegen der ursprünglichen Abmachung zum Reifenwechsel anhielt. In der zweiten Runde veränderten sich die Fahrbedingungen, da es immer stärker zu regnen begann. Dazu zog in den Bergregionen Nebel auf. Wenn die Fahrer zu ihren obligatorischen Stopps zum Nachtanken und Reifenwechseln anhielten, waren sie genauso verschmutzt wie die Fahrzeuge. Bis zur Hälfte der vierten Runde konnte Varzi die Konkurrenz auf Distanz halten, dann entschied die unterschiedliche Modellwahl das Rennen. Die perfekte Struktur des Alfa-Romeo-Teams hätte wahrscheinlich nicht zum Sieg gereicht, wäre auch Varzi mit einem Sportwagen gefahren. Sein Monoposto hatte im Gegensatz zum 8C von Nuvolari weder Kotflügel noch eine Windschutzscheibe. Gegen Ende des Rennens war sein Cockpit derart mit Schlamm und Steinen gefüllt, dass er kaum noch Schalten konnte. Im Ziel hatte er sieben Minuten Rückstand auf den Sieger Nuvolari, der zwei Minuten vor Borzacchini ins Ziel kam.

## Ergebnisse

### Schlussklassement
| 1           | Formula Libre | 14 | S.A. Alfa Romeo            | Tazio Nuvolari                    | Alfa Romeo 8C 2300    | 9:00:27,000 |
| 2           | Formula Libre | 16 | S.A. Alfa Romeo            | Baconin Borzacchini               | Alfa Romeo 6C 1750 GS | 9:02:44,000 |
| 3           | Formula Libre | 2  | Achille Varzi              | Achille Varzi                     | Bugatti T51           | 9:07:53,000 |
| 4           | Formula Libre | 10 | S.A. Alfa Romeo            | Giuseppe Campari                  | Alfa Romeo 6C 1750 GS | 9:08:11,000 |
| 5           | Formula Libre | 28 | S.A. Alfa Romeo            | Guido d’Ippolito                  | Alfa Romeo 6C 1750 GS | 9:29:11,000 |
| 6           | Formula Libre | 18 | S.A. Alfa Romeo            | Luigi Arcangeli Goffredo Zehender | Alfa Romeo 6C 1750 GS | 9:45:13,000 |
| Ausgefallen |               |    |                            |                                   |                       |             |
| 7           | Formula Libre | 12 | Officine Alfieri Maserati  | René Dreyfus                      | Maserati 26M          |             |
| 8           | Formula Libre | 16 | Letterio Cucinotta Piccolo | Letterio Cucinotta Piccolo        | Bugatti T37           |             |
| 9           | Formula Libre | 26 | Lelio Pellegrini           | Lelio Pellegrini                  | Alfa Romeo RL         |             |
| 10          | Formula Libre | 6  | Officine Alfieri Maserati  | Clemente Biondetti                | Maserati 26M          |             |
| 11          | Formula Libre | 30 | Luigi Castagna             | Luigi Castagna                    | Salmson AL3           |             |
| 12          | Formula Libre | 22 | Costantino Magistri        | Costantino Magistri               | Alfa Romeo 6C 1750    |             |
| 13          | Formula Libre | 8  | Officine Alfieri Maserati  | Luigi Fagioli                     | Maserati 26M          |             |

### Nur in der Meldeliste
Hier finden sich Teams, Fahrer und Fahrzeuge, die ursprünglich für das Rennen gemeldet waren, aber nicht daran teilnahmen.
| Pos. | Klasse        | Nr. | Team               | Fahrer             | Chassis            |
| ---- | ------------- | --- | ------------------ | ------------------ | ------------------ |
| 14   | Formula Libre | 4   | Luigi Pirandello   | Luigi Pirandello   | Alfa Romeo 6C 1750 |
| 15   | Formula Libre | 20  | Riccardo Landolina | Riccardo Landolina | Maserati           |
| 16   | Formula Libre | 28  | Francesco Toia     | Francesco Toia     | Bugatti            |
| 17   | Formula Libre | 32  | Papillion          | Papillion          | Maserati           |
| 18   | Formula Libre | 34  | Angelo Giusti      | Angelo Giusti      | Bugatti T37        |
| 19   | Formula Libre | 38  | Emilio Romano      | Emilio Romano      | Bugatti T37A       |
| 20   | Formula Libre |     | S.A. Alfa Romeo    | Goffredo Zehender  | Alfa Romeo 8C 2300 |
| 21   | Formula Libre |     | S.A. Alfa Romeo    | Pietro Ghersi      | Alfa Romeo 6C 1750 |
| 22   | Formula Libre |     | Cesare Pastore     | Cesare Pastore     | Maserati 26M       |
| 23   | Formula Libre |     | Salvatore Piccolo  | Salvatore Piccolo  | Bugatti            |
| 24   | Formula Libre |     | Amedeo Ruggeri     | Amedeo Ruggeri     | Maserati           |
| 25   | Formula Libre |     | Carlo Gasparin     | Carlo Gasparin     | Alfa Romeo 6C 1750 |

### Klassensieger
| Klasse        | Fahrer         | Fahrzeug           | Platzierung im Gesamtklassement |
| ------------- | -------------- | ------------------ | ------------------------------- |
| Formula Libre | Tazio Nuvolari | Alfa Romeo 8C 2300 | Gesamtsieg                      |

### Renndaten
- Gemeldet: 25
- Gestartet: 13
- Gewertet: 6
- Rennklassen: 1
- Zuschauer: unbekannt
- Wetter am Renntag: Nebel und starker Regen
- Streckenlänge: 148,832 km
- Fahrzeit des Siegerteams: 6:00:27,000 Stunden
- Gesamtrunden des Siegerteams: 4
- Gesamtdistanz des Siegerteams: 594,492 km
- Siegerschnitt: 64,800 km/h
- Schnellste Trainingszeit: keine
- Schnellste Rennrunde: Achille Varzi – Bugatti T51 (#2) – 2:03:54,800 = 70,694 km/h
- Rennserie: zählte zu keiner Rennserie